# Dumitru Man
Dumitru Man (n. 26 mai 1888, Căianu Mare, comitatul Solnoc-Dăbâca – d. 18 august 1952, închisoarea Văcărești) a fost deputat PNȚ din partea județului Cluj (interbelic), deținut politic, frate cu ultimul stareț greco-catolic al Mănăstirii Nicula, ieromonahul Leon Man.